# Hans Bettex
Hans Bettex (auch: Hanns Bettex; * 24. April 1899 in Stuttgart; † 11. Februar 1963 in der Niedernhägener Bauerschaft) war ein Schweizer und später deutscher Architekt und Kommunalpolitiker.

## Leben
Hanns Bettex wurde 1899 in Stuttgart geboren als jüngstes von 18 Kindern aus zwei Ehen des damals am Evangelischen Töchterinstitut lehrenden Schweizers Jean Frederic Bettex (1837–1915) und dessen Ehefrau Gertrud Bettex geb. Ebner (1862–1944). Ab 1902 wuchs er in Überlingen am Bodensee auf, wo er die Volksschule besuchte. 1914 zog die Familie nach Allmannsdorf bei Konstanz um, und Bettex besuchte das Konstanzer Gymnasium.
Von 1918 bis 1922 studierte Bettex Architektur an der Technischen Hochschule Stuttgart bei Paul Bonatz. Nach seinem Abschluss als Dipl.-Ing. arbeitete Bettex ab 1922 im Büro Bonatz am 2. Bauabschnitt des Stuttgarter Hauptbahnhofs mit. 1926 erhielt er eine Stelle beim städtischen Hochbauamt in Hannover unter Stadtbaurat Karl Elkart.

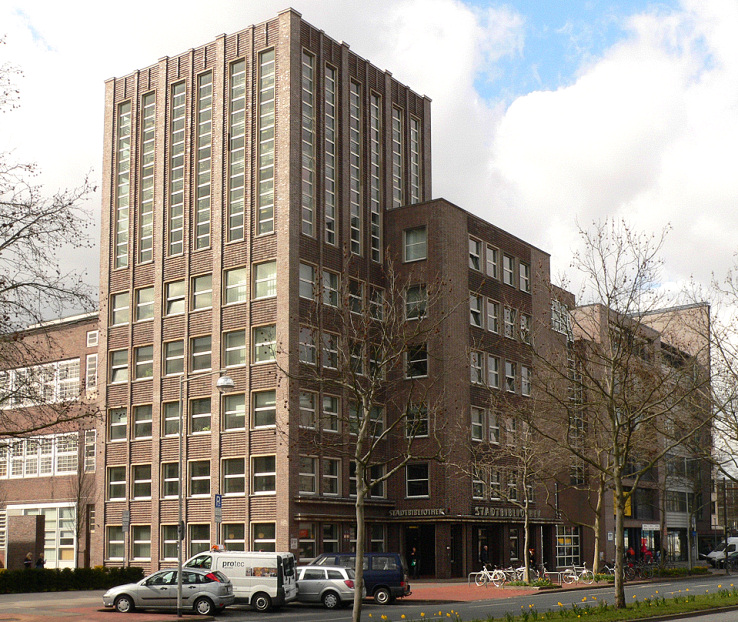
Turm der Stadtbibliothek Hannover an der Hildesheimer Straße, erbaut 1931, unter Denkmalschutz

Von 1926 bis 1935 wirkte Hanns Bettex unter Elkart nun als Entwurfs-Architekt an der Planung des während der Weimarer Republik begonnenen, großen hannoverschen Wohnprogramms sowie der Gestaltung öffentlicher Bauten mit.
Unterdessen hatte Bettex 1928 die preußische Staatsangehörigkeit angenommen und im selben Jahr seine aus Ludwigsburg stammende Ehefrau Christa Dorothea geb. Dieterich geheiratet.
Von 1936 bis 1939 wirkte Hanns Bettex bei der Sanierung der Altstadt Hannovers mit, insbesondere rund um den Ballhof und – übergreifend – der Sanierung der Hinterhöfe in der hannoverschen Altstadt. In diesen Jahren war Bettex zudem an der städtebaulichen Planung Hannovers beteiligt.
Während des Zweiten Weltkriegs plante und baute Bettex von 1940 bis in das letzte Kriegsjahr 1945 Luftschutzbunker für die Zivilbevölkerung.
Schon unter der britischen Militärregierung wurde Hanns Bettex bereits ab 1946 am Wiederaufbau und der Instandsetzung der durch die Luftangriffe auf Hannover schwer zerstörten Stadt beteiligt – Tätigkeiten, denen er bis 1962 nachging.
Unterdessen hatte sich Bettex für die Kommunalwahlen als Parteiloser in den Gemeinderat der Niedernhägener Bauerschaft wählen lassen und wurde bei den folgenden Kommunalwahlen stets wiedergewählt.
1953 nahm ihn die Deutsche Akademie für Städtebau und Landesplanung als Mitglied auf.
In Isernhagen-Süd beteiligte sich Bettex aktiv an der Gründung der evangelisch-lutherischen Kirchengemeinde St. Philippus.
Er wirkte als Vorsitzender der Evangelischen Akademikerschaft, Landesverband Niedersachsen. Zudem engagierte er sich für die evangelische Studienstiftung Villigst sowie den Loccumer Kreis und wirkte beratend für die Pestalozzi-Stiftung in Großburgwedel.
1962 wurde Hanns Bettex aus gesundheitlichen Gründen in den vorzeitigen Ruhestand versetzt. Er starb bereits im Folgejahr und wurde „Am Wäldchen“ auf dem Stadtteilfriedhof Isernhagen NB Süd bestattet.

## Werk

### Schriften
- Des Deutschen Eigenheim. Entwurfsmappe der Leonberger Bausparkasse. Leonberger Bausparkasse, Leonberg o. J. (1936). (68 Seiten mit Abbildungen, Verkaufspreis 1,50 Reichsmark)

### Bauten und Entwürfe (unvollständig)
- 1929–1931, mit Karl Elkart: Heinrich-Heine-Schule in Hannover[3]
- 1931, mit Karl Elkart: Neubau der Stadtbibliothek Hannover[1]
- 1949–1950, mit Philipp Gades: Haus der Jugend in Hannover
- 1958, mit Wilhelm Ziegeler: Wiederaufbau der Neustädter Hof- und Stadtkirche St. Johannis in Hannover[4]

Neben seinen städtischen Bauaufgaben widmete sich Hans Bettex auch der Gestaltung kirchlicher Bauten:
- 1954: Entwurf für den Neubau der St.-Thomas-Kirche in Hannover-Ricklingen (Bauleitung: Architekt Schröder)
- 1954–1955: Entwurf für den Neubau der Timotheuskirche in Hannover-Waldhausen, Kärntner Platz (Ausführung: Architekt Schröder)
- 1955: Wettbewerbsentwurf für den Wiederaufbau der Hof- und Stadtkirche St. Johannis in der Calenberger Neustadt (2. Preis)
- Gesamtplanung für den Neubau eines kirchlichen Zentrums für die St.-Philippus-Kirche in Isernhagen-Süd, ausgeführt wurden:
  - 1957: Neubau des Kindergartens (Bauleitung: Architekt Müller-Krumwiede)
  - 1962: Neubau der Kirche mit Turm (Bauleitung: Architekt Schröder)
  - 1963: Neubau des Pfarrhauses (Bauleitung: Architekt Schröder)

## Belege
1. 1 2  Helmut Knocke, Hugo Thielen: Bettex, Hans, in Dirk Böttcher, Klaus Mlynek (Hrsg.): Hannover. Kunst- und Kultur-Lexikon (HKuKL), Neuausgabe, 4., aktualisierte und erweiterte Auflage, Springe: zu Klampen, 2007, ISBN 978-3-934920-53-8, S. 30, 147, 171, 263
2. 1 2 3 4 5 6 7 8 9 10 11 12  P. und A. Bettex: Lebenslauf von Architekten und Stadtbaurat Hanns Bettex (1899–1963) (PDF-Dokument) von der Seite st-philippus-kirche.de, zuletzt abgerufen am 11. April 2017
3. ↑  Klaus Mlynek: Südstadt. In: Klaus Mlynek, Waldemar R. Röhrbein (Hrsg.) u. a.: Stadtlexikon Hannover. Von den Anfängen bis in die Gegenwart. Schlütersche, Hannover 2009, ISBN 978-3-89993-662-9, S. 612 f. (Vorschau über Google-Bücher)
4. ↑  Hannover Chronik, S. 247. (Vorschau über Google-Bücher)

| Personendaten    | Personendaten                                                        |
| ---------------- | -------------------------------------------------------------------- |
| NAME             | Bettex, Hans                                                         |
| ALTERNATIVNAMEN  | Bettex, Hanns                                                        |
| KURZBESCHREIBUNG | Schweizer und deutscher Architekt, Stadtplaner und Kommunalpolitiker |
| GEBURTSDATUM     | 24. April 1899                                                       |
| GEBURTSORT       | Stuttgart                                                            |
| STERBEDATUM      | 11. Februar 1963                                                     |
| STERBEORT        | Isernhagen                                                           |